# 4795 Кіхара
4795 Кіхара (4795 Kihara) — астероїд головного поясу, відкритий 7 лютого 1989 року.
Тіссеранів параметр щодо Юпітера — 3,646.